# La Mort est dans le pré
Pour plus de détails, voir Fiche technique et Distribution.
La Mort est dans le pré est un téléfilm français réalisé par Olivier Langlois sur un scénario de Claude-Michel Rome et Frédéric Paulin, et diffusé pour la première fois en France le 19 octobre 2021 sur France 3.
Cette fiction policière, inspirée du roman de Frédéric Paulin La Peste soit des mangeurs de viande paru à La Manufacture de livres en 2017, est une coproduction des Productions Franco American, de Grand Large Productions et de France Télévisions,, réalisée avec la participation de la Radio télévision suisse (RTS).

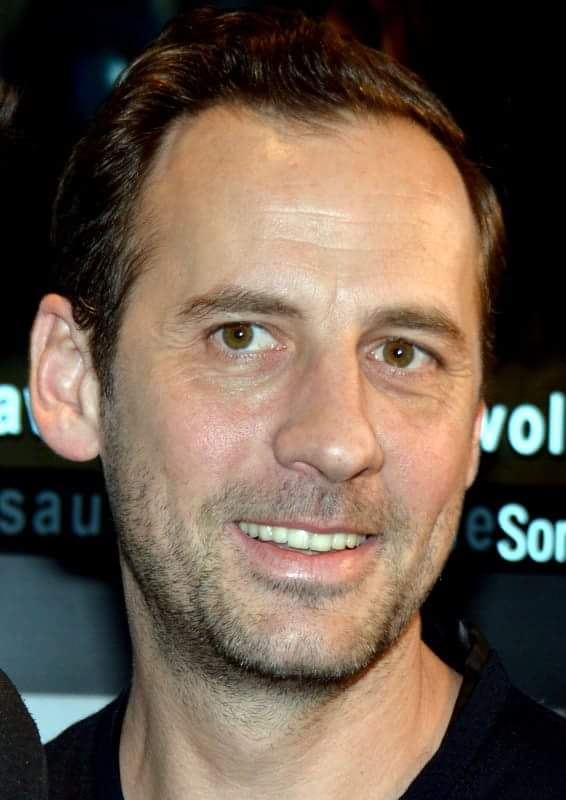
Fred Testot.

## Synopsis
Les militants de l'association de défense des animaux Greenlife bloquent tous les matins l'accès aux abattoirs Chevalier, à Forcalquier, dans la région de Manosque. Les militants antispécistes ont posté sur le net un reportage sur l'abattage des animaux qui montre des images d'animaux maltraités et qui, d'après la direction des abattoirs, n'est qu'un tissu de fake news.
Mais, un matin, le cadavre d'un ouvrier désosseur pareur est retrouvé suspendu à un crochet dans une chambre froide des abattoirs avec, autour du cou, une pancarte sur laquelle est écrit " Peuvent-ils souffrir ? " ,,.
La commandante Samira Masson, chargée de l'enquête, fouille la chambre de la victime et découvre que Pierre Luchaire est un policier infiltré,, qui appartenait à la brigade de répression des fraudes alimentaires, compétente dans la France entière.
L'IGPN, la « police des polices », dépêche sur place le commandant Étienne Barjac afin d'enquêter sur le meurtre du policier,,,.
Le « bœuf-carottes » met la pression sur la commandante Masson et lui reproche de ne pas avoir mis les scellés sur les abattoirs, devenus une scène de crime.

## Fiche technique
Sauf indication contraire, les informations mentionnées dans cette section peuvent être confirmées par les bases de données cinématographiques IMDb et Allociné,  présentes dans la section « Liens externes ».
- Titre français : La Mort est dans le pré
- Réalisation : Olivier Langlois[1]
- Scénario : Claude-Michel Rome, sur base  du roman de Frédéric Paulin La Peste soit des mangeurs de viande
- Musique : Éric Neveux
- Décors : Denis Bourgier
- Costumes : Pascaline Suty
- Photographie : Bruno Privat
- Son : Stéphane Belmudes
- Montage : Samuel Mortain
- Production : Lionel Roques et Liliane Watbled Guenoun
- Sociétés de production : Les Productions Franco American, Grand Large Productions et France Télévisions
- Pays de production :  France
- Langue originale : français
- Format : couleur
- Genre : Drame, Policier
- Durée : 90 minutes
- Dates de première diffusion :
  - France : 19 octobre 2021 sur France 3[6]

## Distribution
- Myriam Bourguignon : commandante Samira Masson
- Fred Testot : Étienne Barjac, commandant à l'IGPN, la police des polices
- Thierry Frémont : Jean-Philippe Chevalier, propriétaire des abattoirs Chevalier
- Grégoire Colin : Luc Masson, époux de Samira Masson et adjoint de Jean-Philippe Chevalier
- Fabien Baïardi : Lionel Crosse, employé des abattoirs Chevalier
- Vincent Deniard : Aurélien Weiss, employé des abattoirs Chevalier
- Camille Aguilar : Gwenaelle Martin, activiste de Greenlife
- Laurent Mouton : lieutenant Gilles Largier
- Franck Libert : Pierre Luchaire, la victime, policier infiltré

## Production

### Genèse et développement
Le scénario, inspiré du roman de Frédéric Paulin La Peste soit des mangeurs de viande paru à La Manufacture de livres en 2017, est de la main de Claude-Michel Rome, et la réalisation est assurée par Olivier Langlois,.
La production est assurée par Lionel Roques (Les Productions Franco American) et Liliane Watbled Guenoun (Grand Large Productions).

### Attribution des rôles
Le rôle principal est interprété par Fred Testot, l'ancien comparse d'Omar Sy.
« J'aime quand il y a un vrai partage et qu'on tourne dans la bonne humeur. On peut faire les choses sérieusement sans se prendre au sérieux », a souligné Testot.
Au magazine Ciné-Télé-Revue qui lui demande ce qui l'a séduit dans la trame de ce téléfilm, l'acteur répond « Le fait qu'il y ait plusieurs histoires dans l'histoire, on y aborde la cause animale, bien sûr, mais aussi les violences conjugales, un sujet malheureusement toujours d'actualité. Et puis, il y a mon personnage, un policier un peu taiseux qui a un lourd passé ».

### Tournage
Le tournage se déroule durant l'hiver 2020-2021 à Forcalquier, Marseille et Cassis.

## Accueil

### Diffusions et audience
En France, le téléfilm est diffusé le 19 octobre 2021 sur France 3.

### Accueil critique
Le magazine Télé-Loisirs donne 3 étoiles au téléfilm, estimant que « ce scénario, adapté du roman de Frédéric Paulin « 'La peste soit des mangeurs de viande' », est solide et aborde bien plusieurs sujets d'actualité comme les violences faites aux femmes ou les trafics de viande bovine. Le duo d'enquêteurs, formé par Fred Testot et Myriam Bourguignon, est convaincant et épatant ».